# بايونير (رائد بيولوجي)
بايونير (أصل الكلمة: «رائد بيولوجي») (بالإنجليزية: Bioneer)‏ هو لفظ مستحدث صاغه صانع الأفلام والمؤلف والناشط البيئي كيني أوسوبيل. وفقًا لـ يوتني ريدر فإن مصطلح بايونير يُشير إلى «رائد بيولوجي، ومخترع بيئي لديه مجموعة أنيقة وغالبًا ما تكون بسيطة من الحلول للمشاكل البيئية»، وكما صاغه أوسوبيل فإن المصطلح يصف الأفراد والجماعات الذين يعملون في تخصصات متنوعة والذين وضعوا حلولًا إبداعية لمختلف المشكلات البيئية والاجتماعية والثقافية المتجذرة في القيم الأساسية المشتركة، بما في ذلك الكلانية والتفكير (الاستباقي) ورؤية كل الحياة على أنها مترابطة والمساعدة المتبادلة المستدامة.
كان الاستخدام الأكبر لهذا المصطلح منذ صياغته فيما يتعلق بمؤتمر الرواد البيولوجيين السنوي الذي أسسه أوسوبيل وزوجته نينا سيمونز ويعقد سنويًا في سان رافابيل (كاليفورنيا) والمشاركين فيه. ومع ذلك في السنوات الأخيرة شهد المصطلح أو الاشتقاقات استخدامًا متزايدًا بشكل مستقل عن منظمة الرواد البيولوجيين، مما يشير إلى قبول متزايد للمصطلح في الاستخدام الشائع. على سبيل المثال مقال نُشر عام 2005 حول استخدام وقود الديزل الحيوي وتصنيعه في شمال كاليفورنيا بعنوان «وقود الديزل الحيوي الرائد البيولوجي». نُظمت في أبريل 2007 ندوة ومعرضًا فنيًا في جامعة كاليفورنيا (إرفاين) وركزا على إنتاج الغذاء واستهلاكه وتوزيعه وسُميَا «الريادة البيولوجية: التحقيقات الهجينة في الغذاء».

## استخدامات أخرى
كما استخدم مصطلح «الرائد البيولوجي» ومشتقاته فيما يتعلق بالتكنولوجيا الحيوية. يظهر أن استخدام هذا اللفظ قادم من صياغة مستقلة قائمة على لفظ منحوت من«التكنولوجيا الحيوية» و«الهندسة» و/أو «الريادة». تصف شركة تقنيات رائدة في كامبريدج بولاية ماساتشوستس نفسها بأنها تركز على «الدمج بين التكنولوجيا الحيوية والهندسة والخدمات الرائدة (ومن ثم الريادة البيولوجية).» أطلق الطلاب في برنامج بكالوريوس التكنولوجيا الحيوية والابتكار في جامعة كوينزلاند للتقنيات في بريزبان بأستراليا على أنفسهم روادًا بيولوجيين «لأنهم يعتبرون أنفسهم رواد عصر جديد في التكنولوجيا الحيوية». غيرت شركة التكنولوجيا الحيوية الدولية -القائمة في كوريا والتي تأسست في عام 1992- اسمها في عام 1996 إلى شركة بايونير.
«بايونير» هو أيضًا مصطلح يعتمده أولئك الذين يزورون موقع بيوماتريكس الإلكتروني لتحسين الذات. دعا هذا الموقع والمنتدى إلى استخدام كمال الأجسام، التدريب والتكنولوجيا لتحسين -ليس فقط عضلات المرء (كما يفعل لاعب كمال الأجسام)- ولكن أيضًا سماتك الجسدية الأخرى مثل السرعة وخفة الحركة والذكاء.

## الفرق بين الاستخدامات
في حين أن صياغة أوسوبيل لا تشير على وجه التحديد إلى التكنولوجيا الحيوية فمن الواضح أن الصياغة الثانية لمصطلح البايونير التي تشير إلى التكنولوجيا الحيوية طباقية مع المصطلح كما يفهمه أوسوبيل وأولئك الذين تأثروا به ومنظمة الرواد البيولوجيين. في كتاب تعليمات تشغيل الطبيعة: التقانات الحيوية الحقيقية (بالاشتراك مع جي بي هربجنيز) ميز أوسوبيل بوضوح بين التكنولوجيا الحيوية للشركات، بما في ذلك الهندسة الوراثية والتي يندد بها، وما أسماه «التقنيات الحيوية الحقيقية» القائمة على المحاكاة الحيوية والتصميم الطبيعي واستعادة رأس المال الطبيعي.